# Lennoxlove kastély
A Lennoxlove kastély skót épület, Alexander Douglas-Hamilton (1978–) Hamilton 16. hercege, Brandon 13. hercege lakhelye. A kastélyt a XIV. században kezdték építeni, sokáig a Maitland család kezében volt, 1946-ban került Hamilton hercege birtokába. A kiemelten védett – „A“ kategóriás – kastély látogatható.

## Története

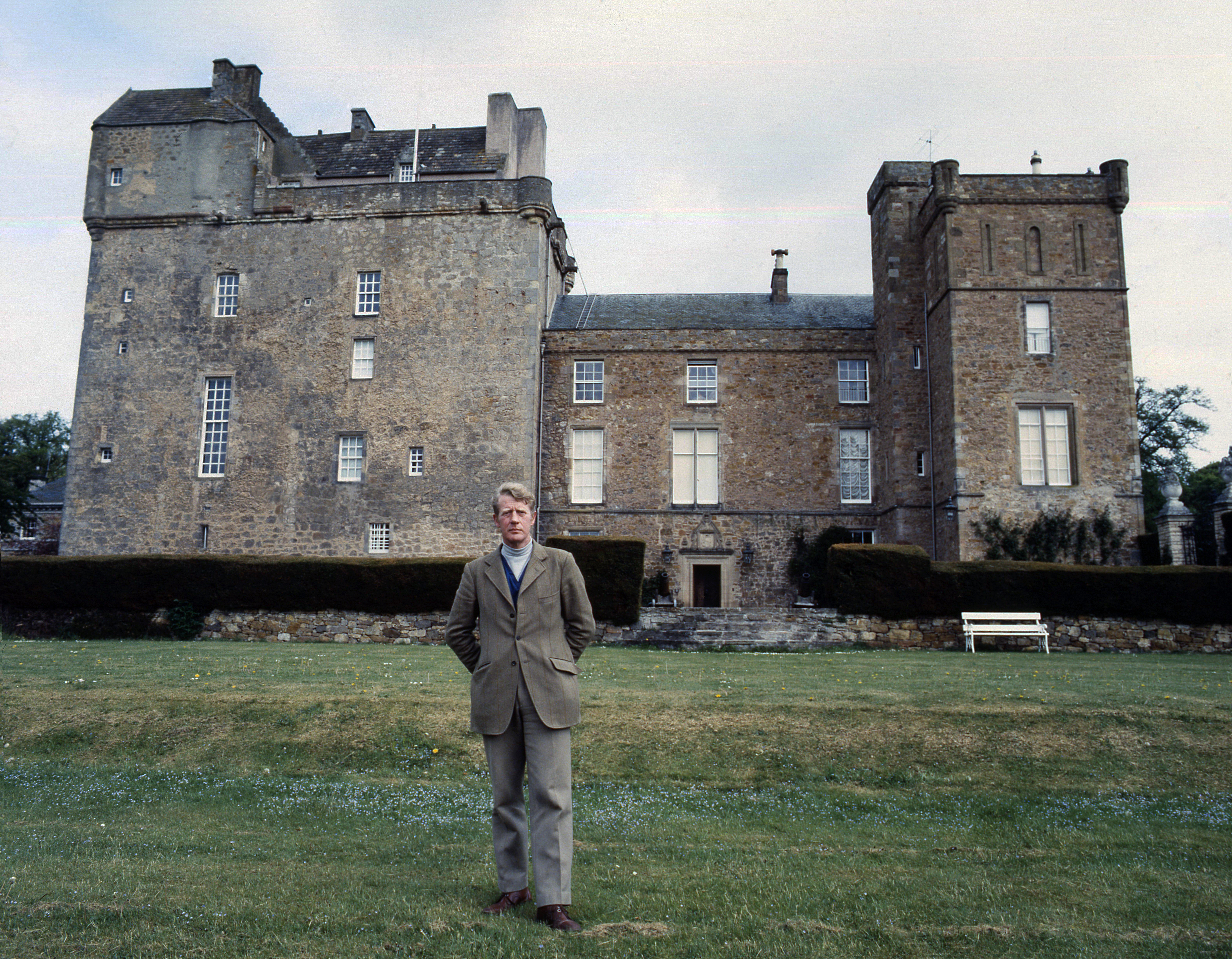
Angus Alan Hamilton 15. hercege és Brandon 12. hercege a család székhelye, Lennoxlove előtt

A Lennoxlove House kastély a skót East Lothianban. A kastélyt a XIV. században kezdték építeni. Akkor a Maitland család birtokában volt és „Lethington“ néven ismerték. A skót-angol határhoz való közelsége miatt a Lethington Towert számos alkalommal támadták meg, 1549-ben az angolok felégették.
A Maitland család egyre fontosabb állami pozíciókat töltött be a skót államban, 1616-ban vikomt, 1624-ben Lauderdale gróf, majd 1672-ben Lauderdale hercege címet kaptak. Az első herceg örökös nélkül halt meg (a Lauderdale grófi cím máig él), Lethingtont mostohafia, Lionel, Lord Huntingtower örökölte. Ő 1701-ben eladta Sir Thomas Livingstonnak, aki egy évre rá elcserélte egy másik birtokét a „Trustees of Frances Teresa, Duchess of Lennox and Richmond“-dal. Amely lemondott a kastélyról „közeli és kedves rokona, az említett Walter Stuart [Lord Blantyre] javára“ A hercegnő kikötötte, hogy az ingatlant nevezzék el „Lennox szerelme Blantyre“ névre, később ez Lennoxlove-ra rövidült.
Majdnem két évszázadon át a Blantyre-Stewartok tulajdonában maradt a kastély. Amikor 1900-ban a 12. Lord Blantyre férfi örökös nélkül meghalt, az ingatlan lánya, Ellen Stewart és férje, Sir David Baird, a prestonkirki Newbyth 3. bárója tulajdonába került. Kisebbik fiuk, William Baird őrnagy megbízta Sir Robert Lorimer építészt, hogy felügyelje a ház átfogó felújítását 1912-ben. Lennoxlove-ot a Hamilton 14. hercege vásárolt meg 1946-ban, azóta a család tulajdona.

## Gyűjtemények
Lennoxlove ad otthont Skócia egyik legfontosabb portrégyűjteményének, köztük Anthony van Dyck, Canaletto, Sir Peter Lely, Sir Godfrey Kneller, Sir Henry Raeburn és mások munkáinak. Emellett fontos bútorok, porcelánok és egyéb finom műtárgyak is találhatók, amelyek közül sok a lanarkshire-i Hamilton kastélyból származik. A gyűjtemények közé tartozik a II. Károly király által a hercegnőnek ajándékozott Boulle-szekrény, egy ezüst ékszerdoboz, amely I. Mária skót királynőé volt, és amelyben állítólag a Lord Darnley meggyilkolásában való bűnrészességéről tanúskodó Casket-levelek és halotti maszkja voltak. Itt található még a térkép és iránytű, amelyet Rudolf Hess vitt magával, amikor 1941-ben Skóciába repült.

## Az épület leírása

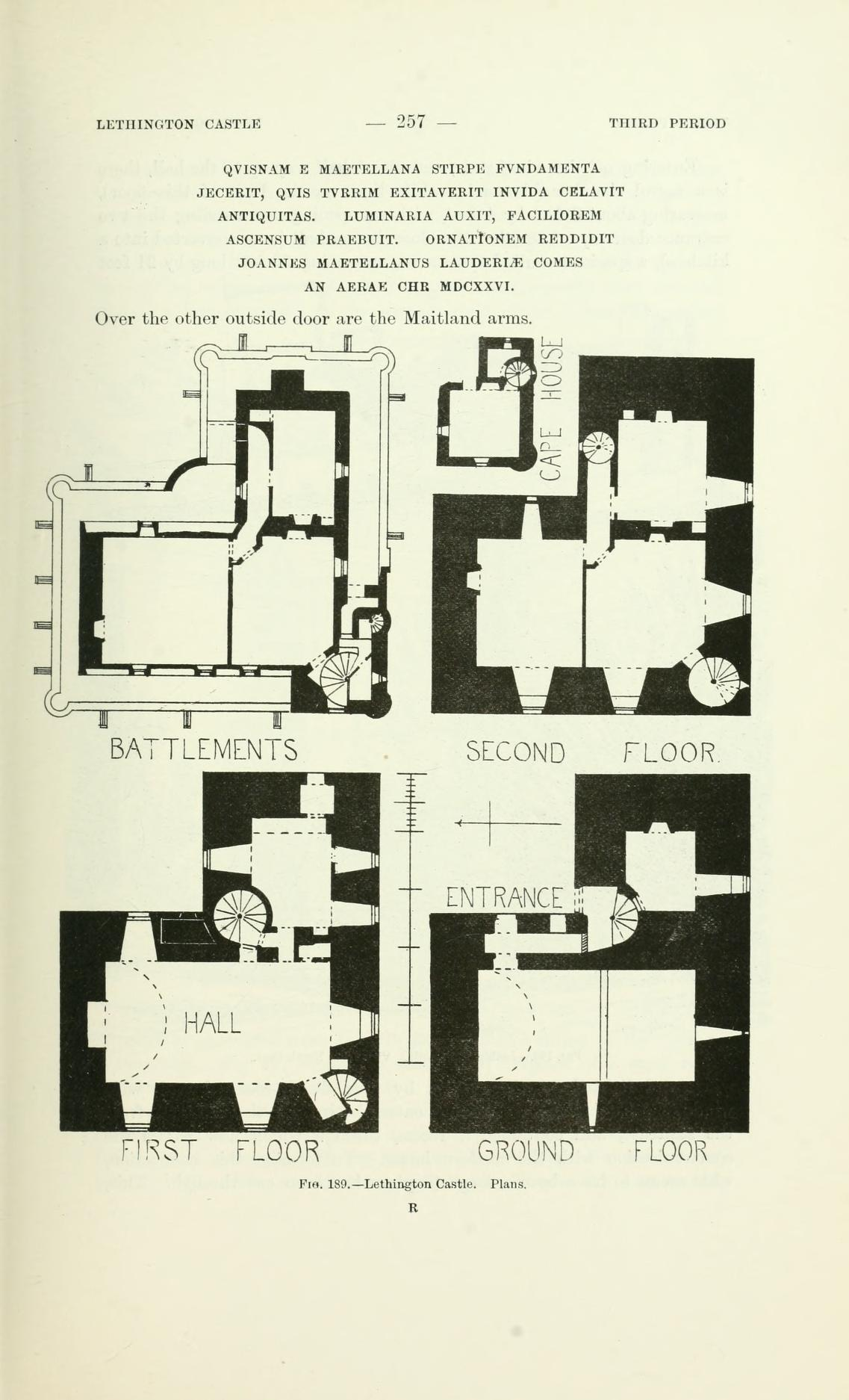
„Ki vetette meg az alapokat a Maitland nemzetségből, ki emelte fel a tornyot, azt az irigy idő homályába burkolta. Fényekkel gyarapította, könnyebb hozzáférést biztosított, díszítéssel gazdagította John Maitland, Lauderdale grófja, Krisztus urunk idejében, 1626-ban.“

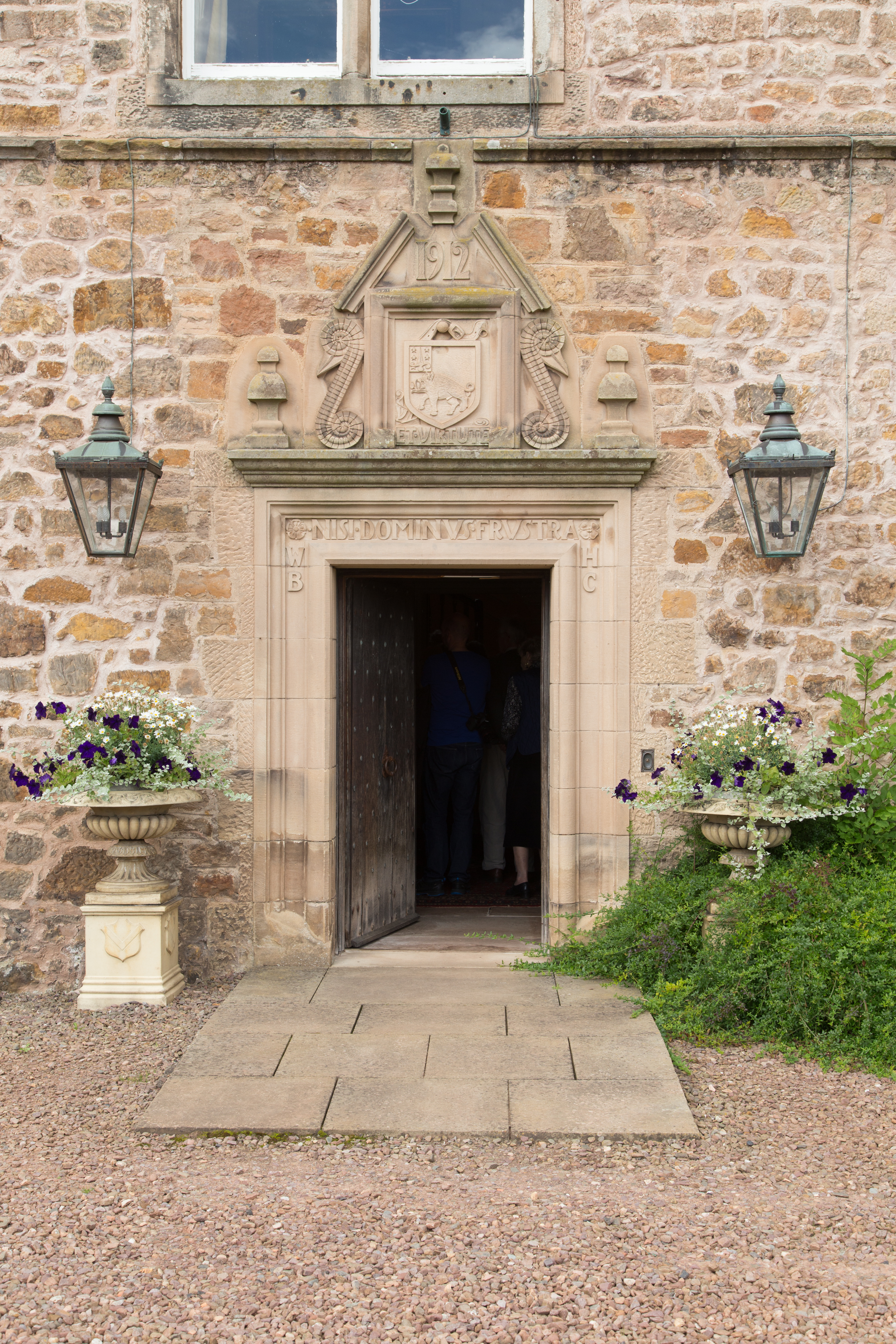
A Lennoxlove kastély bejárata

Tornyos ház: L-alaprajzú, hosszabb oldalak délre és nyugatra néznek. Általában szabálytalan kőzúzalékból épült, szögletes sarokkövekkel, nagyon változó szegélyekkel, némelyik csiszolatlan, mások formázottak, valószínűleg eredetileg vakolt felülettel. A párkány folyamatos kötél- és filétos díszítésű kiugrásokkal van körülvéve, amely egy L-alakú tetőteraszt és egy csatlakozó tetőházat zár be délnyugaton. A vízköpők a párkány körüli járdát víztelenítik, a sarkokban nyitott bástyák találhatók. A nyílások számosak, szabálytalanok és változatosak. A tető fokozatosan növekvő vastagságú kőlapokból áll, ferde peremekkel, a tetőtérhez lépcsőzetesen kialakított oromfallal. A kémények szabálytalanok és változatosak.
Keleti szárny: bonyolult és átalakított, eredetileg két szintes, tetőtéri ablakokkal (korai XVII. század, átalakítások a XIX. század elején). Alapvetően három szintes, délkeleti sarkán egy négy szintes toronnyal, északkeleti végén pedig egy két szintes kiugró résszel. Szabálytalan homokkő törmelékből épült, változó kőkeretezésekkel. Az első és harmadik szinten (csak a toronynál) vízszintes párkányfutás található, amelyet egyszerű párkány zár le, hamis védfalakkal. A déli homlokzat visszahúzott és szimmetrikus, háromtengelyes tömbbel rendelkezik, központi ajtóval (Lorimer, 1912), amelyet formázott keret és egy heraldikai címer díszít. Az ablakok szabályosak, az első szinten magasak, a központi nyílás kétszárnyú. A délnyugati toronynak mind a négy szintjén szabályos ablakok találhatók kelet felé, míg délen az első szinten kétszárnyú, a harmadik szinten pedig keskeny résablakok vannak; a nyugati oldalon egy magas, keskeny lépcsőtorony áll, amelyen résablakok találhatók. A keleti homlokzat középső része (háromtengelyes) kiugró végekkel rendelkezik, ahol nagy, hármas és kétszárnyú ablakok vannak; az északi végen lévő kiugró rész földszintjén kétszárnyú ablak található.
A háromszintes homlokzatok valószínűleg eredetileg vakoltak voltak, az ablakok körül kiemelt szegélyekkel, beleértve egy kör alakú lépcsővilágító ablakot. Észak felé, a keleti szárnnyal határosan egy kétszintes, M-alakú tetős egység csatlakozik a "kapuépülethez" (mindkettő a XIX. század elejéről származik), amely a belső udvar boltíves kapujához kapcsolódik (az eredeti XV. századi várfalból), szimmetrikus oromzattal és boltíves első emeleti ablakokkal. A kapuépület belső oldalán boltíves ajtó vezet a belső udvarra.
A torony és a keleti szárny ablakainak elrendezése változatos, többnyire kis osztású fakeretes tolóablakokkal, néhány kétszárnyú ablakkal ólombetétes üveggel, néhány apró és rögzített ablakokkal. A tetők vegyesen piramisszerű, ferde szegélyű és lépcsőzetes oromzattal, fokozatosan növekvő vastagságú szürke pala borítással készültek. A kémények számosak, némelyik faragott kőből, mások törmelékből épültek, egyszerű kéményfedőkkel.
Északnyugati szárny: körülbelül 1676-ra tehető, valószínűleg Sir William Bruce építész tervezésében. Kétszintes, öttengelyes tömb klasszikus stílusban, amely a belső udvar északi oldalán egy hosszú, egyszintes épületrésszel csatlakozik a keleti oldalhoz. A főtömb szabálytalan homokkőtörmelékből épült, durván megmunkált sarokkövekkel és kőkeretekkel. Az épület alaprésszel, az első szinten kettős díszítősávval, az ereszvonalnál párkánnyal és védelmi célú párkánnyal rendelkezik. A déli homlokzat szimmetrikus, minden szinten öt ablak található, a földszinti ablakok felett párkánydíszítéssel. A nyugati homlokzat hasonló, két tengellyel. Az északi homlokzat kevésbé szabályos, mindkét szinten központi háromrészes ablakkal, amelyet a földszinten két ajtó, az első emeleten pedig kétszárnyú ablakok szegélyeznek. A szélső tengelyekben egyetlen ablak található, kivéve a nyugati szélső tengely földszintjén lévő nagy boltíves ajtót. Az egyszintes épület szabálytalan törmelékkőből épült, durván megmunkált keretekkel, központi részben részben üvegezett ajtóval, nyolc oldalablakkal, amelyek szabálytalan mintázatban helyezkednek el.
Az ablakok fakeretes tolóablakok, 12 vagy 16 üvegtáblával. A tetők fokozatosan növekvő vastagságú szürke pala borítással rendelkeznek, a fő tömbön piramisszerű kialakítással és egyetlen faragott kéménnyel, kávettós lezárással és egyszerű kéményfedőkkel. Az egyszintes épület egyetlen oromzattal rendelkezik ferde szegélyekkel, két rövid kéménnyel, részben kőcseréppel fedett gerinccel.
Régi kocsiszín: körülbelül 1676-ra tehető, valószínűleg Sir William Bruce építész tervei alapján készült, kéttengelyes pavilon az északnyugati szárnyal megegyező klasszikus stílusban. Az északkeleti sarokhoz 1914-ben egy kerek saroktoronyot épített hozzá Sydney Mitchell és Wilson. A nyugati homlokzaton megmaradt a kocsiszín bejáratának kettős boltíve, amelyet később faragott kővel töltöttek ki, így két ablakot hagytak, az első emeleten egyetlen ablak található. A déli homlokzaton két ablak helyezkedik el a földszinten, és egy az első emeleten. Az északi homlokzaton az első emeleten egyetlen ablak, a földszinten pedig egy ajtó és egy ablak található, valamint egy nyitott, modern, támasztott gépkocsibeálló. A saroktoronyban egy egyszerű, deszkázott ajtó található, az első emeleten egy ablakkal.
Északi szárny: 1914-ben épült, Sydney Mitchell és Wilson tervei alapján. Egyszintes szárny, szabályos homokkőtörmelékből, sima faragott kőkeretekkel. A déli homlokzat nyolctengelyes: a két középső ablakot két ajtó szegélyezi, amelyek egyszerű deszkázottak, egyszerű ventilátorablakokkal, azokat pedig a nyugati végén két boltíves ablak, a keleti végén pedig két boltíves garázskapunyílás határolja. A keleti végen egy kutyaól csatlakozik az épülethez. A hátsó (északi) homlokzaton három jellegzetes, ívelt, elliptikus tetőablak található, amelyek dormer-stílusúak.
A déli ablakok fakeretes tolóablakok, apró üvegtáblákkal. Két tetőablak található a déli oldalon, a hátsó tetőablakok is apró üvegtáblásak, belső nyitásúak. A tető piramisszerű, fokozatosan növekvő vastagságú szürke pala borítással, kőgerinccel.